# Die weißen Rosen von Ravensberg (1929)
Die weißen Rosen von Ravensberg ist ein deutsches Stummfilm-Kriminalmelodram aus dem Jahre 1929 von Rudolf Meinert mit Diana Karenne, die mit diesem Film ihre Leinwandkarriere weitgehend beendete, in der Hauptrolle. Die Geschichte basiert auf dem gleichnamigen Roman (1896) von Eufemia von Adlersfeld-Ballestrem.

## Handlung
Maria von Ravensberg sitzt wegen Mordes an ihrem Ehemann seit 18 Jahren hinter Gittern. Ihre Tochter Iris musste daraufhin anderweitig Unterschlupf finden und fand beim Grafen Erlenstein eine neue Heimat. Um sie seelisch nicht zu belasten, wurde ihr vorgegaukelt, das leibliche Kind des Grafen und Zwillingsschwester von Comtesse Sigrid von Erlenstein zu sein. Als Iris mit Marcell von Hochwald verlobt werden soll, beginnt es in Sigrid zu brodeln, denn sie selbst ist unsterblich in Iris’ Bräutigam in spe verliebt. Und so prustet sie, nachdem sie von Iris’ wirklicher Herkunft erfährt, wutentbrannt die Wahrheit über ihre vorgebliche Schwester hinaus, nämlich dass diese die Tochter einer verurteilten Gattenmörderin und Zuchthäuslerin ist.
Iris ist von diesem Umstand vollkommen erschüttert und stürmt daraufhin fassungslos aus dem gräflichen Haus. Dr. von Hochwald, der Iris aus vollster Überzeugung heiraten möchte, stürmt seiner entfleuchten Braut hinterher. Endlich stellt sich heraus, dass Maria von Ravensberg die ihr angelastete Bluttat nicht begangen hat (sondern der Gärtner), und die gramgebeugte Mutter kommt wieder auf freien Fuß. Für Iris und ihren Verlobten bedeutet dies, dass sie nunmehr unbeschwert heiraten können.

## Produktionsnotizen
Die weißen Rosen von Ravensberg entstand im Januar und Februar 1929 im Filmstudio von Staaken bei Berlin, passierte die Filmzensur am 14. März desselben Jahres und wurde noch im selben Monat zunächst in der deutschen Provinz (u. a. in Dresden, Leipzig, Hannover und Gleiwitz) gezeigt, ehe der Film am 26. April 1929 in Berlins Kammerlichtspielen anlief. Der mit Jugendverbot belegte Sechsakter besaß eine Länge von 2296 Meter.
Hermann Warm gestaltete die Filmbauten.

## Kritiken
„Rudolf Meinert hat aus seiner Kenntnis des Publikumsgeschmacks heraus die Stimmung offenbar der des populären Filmschlagers Die Heilige und ihr Narr angleichen wollen. Wenigstens hat er alles getan, um das, was gemeinhin unter Gemüt  verstanden wird, nicht zu kurz kommen zu lassen.“

„Sämtliche Superlative der deutschen Sprache würden nicht genügen, die Miserabilität dieses vorsintflutlichen Flimmerstreifens zu kennzeichnen.“

„Alfieri und Brandt bemühen sich darum, dieses Buch… für den Film zu aktualisieren. Rudolf Meinert ist auf einen Publikumsfilm aus und schafft es auf seine Art mit einem Ave Maria im Gefängnis, einer Entsagungsflucht nach Monte [Carlo], dem Revolverschuß gekränkter Unschuld und seinem großen Freispruch im Gerichtssaal.“